# Silvana Lucy Vallvé
Silvana Lucy Vallvé (San Juan, 1962 - 2006) fue una bióloga argentina.

## Biografía
Silvana nació en San Juan en 1962. Se recibió de bióloga en la Facultad de Ciencias Naturales y Museo de la Universidad Nacional de la Plata. Se desarrolló profesionalmente en San Juan, siendo reconocida tanto por su trabajo de investigación sobre el vector de la enfermedad de Chagas como por su trabajo en la preservación de los humedales de las Lagunas de Guanacache.

## Aportes en investigación sobre Chagas
Antes de recibirse de Licenciada en Biología en La Plata, Silvana Vallvé comenzó a investigar las vinchucas, los insectos vectores de la enfermedad de Chagas. Realizó su Doctorado en Ciencias Naturales en la Facultad de Ciencias Naturales y Museo de la Universidad Nacional de La Plata, con una beca de iniciación y perfeccionamiento de CONICET. Presentó su tesis en el año 1997, con título “Ecología de Triatoma infestans en zonas urbanas de la Provincia de San Juan, Argentina”, en el cual reportó focos principales de vinchucas asociados a una población urbana de palomas de alta densidad, que funcionaban como fuente de alimentación disponible para los insectos vectores. Este estudio fue de gran relevancia en el reconocimiento de la relación vinchuca-paloma como signo de alerta para la introducción del Chagas en zonas tradicionalmente no endémicas.
Según rescatan sus colegas, “su principal contribución fue entender que el conocimiento integral de la biología del insecto vector constituía un aporte concreto para la prevención del Chagas”.

## Aportes en la preservación de humedales
Silvana Vallvé estudió un sistema de humedales ubicados entre San Juan y Mendoza (Argentina) que se encontraba en riesgo: las Lagunas de Guanacache. Junto a su colega Herber Sosa, desarrolló un informe técnico que fue presentado para solicitar la incorporación de las lagunas en la Convención de Ramsar de Humedales de Importancia Internacional. En el año 1999 se las incluyó como el séptimo sitio Ramsar de Argentina. También participó en el diseño y ejecución de un plan de recuperación del ambiente, dictando en 1999 el primer taller de capacitación para las comunidades locales, entidades intermedias y gubernamentales sobre la rehabilitación y manejo de las lagunas de Guanacache.

## Docencia
Se desempeñó como docente en la Universidad de San Juan. Formó parte de grupos de investigación desarrollando nuevas herramientas para motivar la creatividad en la enseñanza de ciencias. Dedicó parte de su tiempo a la formación de jóvenes investigadores, y al desarrollo de materiales educativos y de divulgación sobre la prevención de la enfermedad de Chagas, destinados a diferentes públicos.

## Premios y reconocimientos
En 2015 la Secretaría de Ambiente y Desarrollo Sustentable de la Provincia de San Juan le otorgó a su esposo el premio San Francisco de Asís al Cuidado del Ambiente, en reconocimiento al trabajo de Silvana Vallvé en la preservación de las Lagunas de Guanacache.
Se le dedicó también un reconocimiento en el libro "Hablamos de Chagas", publicado por la Asociación Civil Hablemos de Chagas y editado por CONICET: “A la memoria de Pilar Nieto de Alderete, Elvira Rissech y Silvana Vallvé. Tres mujeres dedicadas a la búsqueda de caminos innovadores para hacer frente a la problemática del Chagas. Tres miradas comprometidas, humildes y apasionadas, que esperamos tengan su reflejo en estas páginas…”
En 2011 sus colegas de las provincias argentinas de San Juan, Santa Fe y Córdoba dedicaron una publicación científica a su memoria.
En abril de 2019 se publicó una reseña sobre su obra en la Revista Persea de Cultura Científica para América Latina.